# Nagypál István
Nagypál István (Budapest, 1987 –) költő, író, műfordító, szerkesztő.

## Élete és munkássága
2006-ban érettségizett a Than Károly Gimnáziumban, 2006 és 2009 között a Budapesti Műszaki és Gazdaságtudományi Egyetem kommunikáció és médiatudomány szakos hallgatója volt. Kutatási területei: az LMBT közösségek vizuális és nonverbális kommunikációja, testreprezentációk.
2008-ban jelent meg az első verse a Prae irodalmi folyóiratban, 2010-től kezdődően publikál rendszeresen országos lapokban. Verseit, prózáit azóta többek között az Alföld, a Bárka, a Prae, a Hitel, a Várad, a Kortárs, a Tiszatáj, a Műhely közölte. 2009 óta tagja a József Attila Körnek, illetve a Magyar Irodalmi Szerzői Jogvédő és Jogkezelő Egyesületnek, alapító tagja az Új Hormon Csoportnak. 2011-ben oklevelet kapott A.N.N.A. című verséért a Kosztolányi Csoport által kiírt pályázaton, versét a Hadik Kávéházban adta elő, a többi díjazottal. 2011 óta, kihagyásokkal, a dokk.hu irodalmi kikötő szerkesztője.
2011 decembere óta Lengyelországban él, a Nobel-díjas lengyel Wisława Szymborska, a Nobel-díjas Doris Lessing, a Nobel-díjas Harold Pinter, a Nobel-díjas Seamus Heaney és az amerikai Meghan O'Rourke és Grzegorz Kwiatkowski verseit fordítja magyarra. Első önálló kötete a JAK-füzetek sorában jelent meg, A fiúkról címmel, amelyhez több könyvtrailer is készült, a Jövőnéző Fesztiválon (az első magyarországi könyvtrailer fesztivál keretein belül). 2014 júniusától a Kortárs Online KO VERSes rovat szerkesztője, Pataky Adriennel közösen.

### Önálló kötet
- 2012 A fiúkról (JAK-Prae.hu)[4]
- 2014 Hans & Walt (e-könyv, Publio)[5]
- 2014 Rózsaszín daloskönyv (Parnasszus- Kurázsi)[6]
- 2016 Prelúdiumok és fúgák között (Köménymag)
- 2024 Hantológia (Cédrus Művészeti Alapítvány)[7]

### Antológiák
- 2011 Kosztolányi újragombolva (Kosztolányi Oldal, netes kiadás)[8]
- 2012 Ne légy láthatatlan (Queer kiadó)[9]

## Írószervezeti tagságok
- József Attila Kör (2009–)
- MISZJE (2009–)
- Magyar PEN Club (2024–)